# Metacnephia variafilis
Metacnephia variafilis är en tvåvingeart som beskrevs av Rubtsov 1976. Metacnephia variafilis ingår i släktet Metacnephia och familjen knott. Inga underarter finns listade i Catalogue of Life.